# Kobylince
Kobylince je přírodní památka v katastrálním území Hradec, části města Prievidza v okrese Prievidza v Trenčínském kraji na Slovensku. Území bylo vyhlášeno v roce 1991 a jeho rozloha je 2,51 hektaru. Předmětem ochrany je výchoz hnědouhelné sloje v přírodním prostředí biokoridoru a refugia.